# Stolnica v Cremoni
Stolnica v Cremoni (italijansko Duomo di Cremona, Cattedrale di Santa Maria Assunta) je posvečena blaženi devici Mariji, katoliška stolnica v Cremoni v Lombardiji v severni Italiji in je sedež škofa Cremone. Njen zvonik Torrazzo je simbol mesta in najvišji predmoderen stolp v Italiji. 
Ob stolnici je krstilnica, še en pomemben srednjeveški spomenik.

## Zgodovina
Stolnica je bila prvotno zgrajena v romanskem slogu, nato pa je bila v gotiki, renesansi večkrat obnovljena in razširjena ter dopolnjena z baročnimi elementi. Gradnja se je začela leta 1107, vendar je bil leta 1117 potres in je bilo delo ustavljeno. Gradnjo so nadaljevali leta 1129 in cerkev je bila verjetno končana med letoma 1160 in 1170. Glavni oltar, posvečen mestnima zavetnikoma Arhelaju in Imeriu, je bil posvečen leta 1196.
Sedanja fasada je bila verjetno zgrajena v 13. in začetku 14. stoletja. V istem obdobju sta bila dodana tudi transepta: severni leta 1288 in južni leta 1348.

## Zunanjost
Glavna fasada skupaj s sosednjo krstilnico je med najpomembnejšimi spomeniki romanske umetnosti v Evropi. Ima portik z narteksom v sredini, na katerega je bila leta 1491 dodana renesančna loža s tremi nišami. Nad ložo je velika rozeta z dvema majhnima ložama na vsaki strani. Najvišji del fasade je večinoma iz zgodnjega obdobja renesanse in je zato opremljen z nišami in volutami. Srednjeveški, valjasti stranski kupoli sta gotska elementa lombardskega osrednjega evropskega sloga in prispevata k celotnemu vtisu zgradbe.
Portal je verjetno iz začetka 12. stoletja. Na vsaki strani so figure štirih glavnih prerokov (Daniel, Ezekiel, Jeremija in Izaija), vsak ima zvitek z besedilom prerokbe. Narteks je izdelek mojstrov iz naselja Campione v naslednjem stoletju: to so starejši friz, ki prikazuje delo v posameznih  mesecih (upodobitve mesecev z motivi značilnih kmečkih opravil – pozno 12. stoletje, po navdihu krstilnice v Parmi). Kipi na zgornji loži, Marija z otrokom in dva škofa, so iz toskanske šole (1310). Stebri narteksa stojijo na dveh levih iz veronskega marmorja. Levi drži v svojih šapah zmaja, simbol zla, medtem ko desni drži medveda, ki grize ptico za vrat.
Na fasadi sta tudi dve grobnici: novejša (sredi 14. stoletja) je delo kiparja Bonina da Campioneja.
Fasada severnega transepta (pozno 13. stoletje) ima tudi narteks, tudi tukaj imajo stebri dva leva na dnu. Zanjo so značilni okna z okenskim križem in rozeta. Fasada južnega transepta izvira iz leta 1342 in je zgrajena, kot je značilno za lombardsko gotsko arhitekturo. Njena struktura je podobna severnemu kraku, a ima nekoliko podrobnejšo dekoracijo.
Tri apside so obdane z ložami s stebrički, od katerih ima vsak človeški obraz, ki se razteza ven iz kapitela. Srednja apsida je veliko večja kot stranski.

## Notranjost
Cerkev je triladijska bazilika s transeptoma in rebrastimi oboki. V zgornjem delu zlasti bifore galerije razkrivajo pretežno romanski izvor notranjosti.  Pod korom je triladijska romanska kripta, ki je bila obnovljena 1606. Cerkev je v notranjosti bogato poslikana.
Najstarejše freske so zgodbe Abrahama, Izaka, Jakoba in Jožefa v južnem in severnem transeptu v obokih (pozno 14. do zgodnje 15. stoletje). Iz renesanse so loki zgodbe o mučenikih Mariu, Marti, Audifaksu in Abaku, mučenikih iz Perzije (znan kot Obok perzijskih mučenikov, 1482) in relief svetega Himerija (1481–1484), oboje delo  Giovannija Antonia Amadea. Znana je tudi žara svetnikov Marcelina in Petra v kripti, ki jo je v glavnem naredil Benedetto Briosco (1506–1513).
Leseni kor z intarzijo Bartolomea Platine (1482–1490), v desni stranski ladji severnega transepta je veliki oltarni križ v srebru in zlatu, izdelala sta ga Ambrogio Pozzi in Agostino Sacchi (1478).
Najpomembnejši figurativni kompleks stolnice je freska na stranskih stenah ladje (zgodnje 16. stoletje), ki prikazuje življenje Marije in Kristusa. Izdelovali so jo različni slikarji: prvi je bil Boccaccio Boccaccino (oznanjenje Joahimu in Jezus z zdravniki), ki je leta 1506 že naslikal Odrešenika s cremonskimi zavetniki v oboku apside. Nasledil ga je Giovan Francesco Bembo (praznik treh kraljev in predstavitev templja) in Altobello Melone (beg v Egipt, poboj nedolžnih in prve štiri plošče iz Kristusovega pasijona), narejeno v manj klasicističnem slogu. Naslednji je Girolamo Romanino, avtor prizorov Jezus pred Pilatom do Ecce homo (Glej, človek), ki je tukaj naslikal nekaj svojih mojstrovin.
Zadnji prizori pasijona so delo Il Pordenoneja, ki je naslikal tudi veliko križanje (1521), pričevanje (1521, notranja stena fasade) in skico za del oltarja (pred 1523, na prvem oltarju v desni stranski ladji), slednja se zgleduje po Giorgionejevem slogu. Kompleks je končal Bernardino Gatti z vstajenjem (1529).
Druge freske so bile dodane sredi 16. stoletja, so delo manierističnih slikarjev, tudi Gattija, Bernardina Campija in drugih. V 17. stoletju je Il Genovesino dodal življenje svetega Roka v severnem transeptu.

## Krstilnica
Krstilnica je jugozahodno od stolnice, visoka je 34 m, osmerokotne oblike, ima približno 20 metrov v premeru. 
Gradnja se je začela leta 1167, zgrajena je iz opeke.  Med renesanso je dobila današnjo podobo, ko so zunanje stene okrasili z belim marmorjem. Ta prevleka je ostala nepopolna, kar pojasnjuje današnjo dvobarvnost. V zgornjem delu zunanjih sten so odprte galerije, spominjajo na arkade na glavnem pročelju stolnice.
Tudi v zgornjem delu, vendar le v notranjosti krstilnice, je za ta čas pomembna samostojna, osmerokotna kupola, ki s svojo obliko osnovne sheme, zgrajene 200 let kasneje, spominja na Brunelleschijevo kupolo stolnice v Firencah. Svetloba prodira skozi okna z okenskimi križi in lanterno v notranjosti. V sredini krstilnice je osmerokoten krstilnik iz rdečega marmorja iz 16. stoletja.

## Torrazzo (zvonik)
Zvonik je simbol mesta. Njegova gradnja se je začela okoli leta 1230 na ostankih pokopališča neznanega izvora.  Proti trgu ima značilno veliko astronomsko uro, ki ima v premeru 8 metrov. Postopna sprostitev mase v zgornjem delu: po dveh biforah na vsaki steni je višje štiriločno okno, kar je značilnost romanskih zvonikov.
Na zgornjem delu kvadratnega tlorisa je osmerokotni zvonik: zgradba je okronana z zvonikom, ki je bil končan leta 1309. 
Do 20. stoletja je Torrazzo ostal s 112 metri najvišji italijanski zvonik. Potem je bil zgrajen zvonik ob neogotski stolnici v Morteglianu, ki je le nekoliko višji.